# El cargol pelut
El cargol pelut va ser una discoteca i sala de concerts al c/ Sant Valerià s/n del nucli antic de Parets del Vallès.
Actualment desapareguda, aquest local inaugurat l'any 1981 era un dels més freqüentats pel jovent de la comarca. L'any 2003 el seu propietari Esteve Tua va tancar el local, més tard Joan Anrfrúns els va tornar a obrir fins a l'any 2006, data en què va tancar definitivament, en no ser renovada la llicència provisional d'activitats en no complir amb totes les mesures de seguretat ni dins ni fora del local.
En aquesta sala de concerts van actuar els guanyadors dels concursos Amfirock Parets, i va servir de plataforma de llançament, per a diversos grups de música. Durant els 25 anys que va estar oberta la sala de concerts van passar més de 500 artistes entre altres hi van actuar grups com Psilocibes Band amb Gerard Quintana, Umpah-pah, Quico Pi de la Serra, Los Sencillos, Pau Riba, Txell Sust, fins i tot grups anglesos i de Nova Zelanda i la majoria del Vallès Oriental, Kannavis, Videotape, Perro Pachingo, Primera linea, Harmonica Zúmel Blues Band, El Sueño de Nemo i Spanish Fantasy.